# Hemsley Winfield
Hemsley Winfield (Yonkers, 20 aprile 1907 – New York, 15 gennaio 1934) è stato un ballerino e coreografo statunitense, che ha creato il New Negro Art Theatre Dance Group.

## Primi anni
Osborne Hemsley Winfield nacque in una famiglia afroamericana di classe media a Yonkers, New York. Winfield dovette combattere a Yonkers perché i posti disponibili per gli afroamericani erano rimasti quelli meno qualificati. Diversamente dalla naturale inclinazione degli abitanti di Yonkers in quel periodo, Winfield intraprese una carriera nel mondo dell'Arte, sviluppando una solida formazione come attore, regista, tecnico di palcoscenico, ballerino e, infine, coreografo. Con la combinazione tra l'ambizione di Winfield tipica della classe media ed il crescente movimento culturale degli afroamericani in quel momento, Winfield fu in grado di ottenere consensi dal mondo dell'arte. Winfield vinse per la prima volta la sua fama come protagonista di Salomè di Oscar Wilde, che nel 1929 ottenne il successo. Winfield assunse il ruolo di Salomè quando la protagonista femminile della compagnia si ammalò, facendo sì che Winfield si vestisse da donna al Cherry Lane Theatre nel Greenwich Village di New York. Winfield, durante questo periodo, continuò a frequentare i concerti dei grandi maestri del ballo moderno, che in seguito esercitarono influenza e lo sponsorizzarono per il suo lavoro coreografico.

## The New Negro Art Theater Dance Group
Come parte del "movimento Little Theatre", Winfield avviò e diresse i Sekondi Players of Yonkers nel 1925; prendendo spunto dall'eredità culturale africana, Sekondi è il nome di una città che si trova sulla costa sud occidentale del Ghana. Nel novembre del 1927 Winfield e i Sekondi Players eseguirono una commedia per bambini, The Princess and the Cat, scritta da sua madre, Jeroline Hemsley Winfield. Questa apertura inaugurale di opere per bambini era sotto la sua direzione del The New Negro Art Theatre. Questo è il primo riferimento al gruppo New Negro Art Theatre che Winfield diresse durante il resto della sua carriera di attore e danzatore. Il 6 marzo 1931, alla Saunders Trade School, la compagnia di danza diede il suo primo spettacolo. Winfield fu il capo organizzatore e direttore della compagnia. Il primo nome della compagnia di danza era The Bronze Ballet Plastique, che durò per un solo spettacolo. Edna Guy fu formata da Ruth St. Denis della Denis-Shawn School of Dance e si esibì come ospite in almeno due dei concerti di Winfield, che presto crebbero fino ad attirare grandi folle. Edna Guy non fu mai membro del New Negro Art Theatre Dance Group, le ballerine principali della compagnia erano Ollie Burgoyne, Drusela Drew e Midgie Lane. Il lavoro coreografico di Winfield durante questo periodo fuse unicamente l'espressionismo tedesco con temi e spirituals afroamericani.
Nel 1933 la compagnia apparve nella prima dell'opera di Louis Gruenberg The Emperor Jones al Metropolitan Opera di New York City. Winfield nella piece aveva il ruolo dello stregone del Congo. La sua prima esibizione come Stregone avvenne il 7 gennaio 1933 mentre l'ultima fu il 18 marzo 1933. Winfield ballò anche il ruolo dello stregone nelle rappresentazioni di Filadelfia e Baltimora quell'anno. La polemica attorno al lavoro derivava dalla richiesta originale del Met di annerire i volti dei ballerini bianchi piuttosto che usare ballerini neri, ma Tibbett minacciò di andarsene ed il Met cedette. La sua ultima esibizione della stagione 1933 fu recensita come "un'esibizione entusiasmante di danze selvagge" e "i suoi sinistri e frenetici battibecchi".
Il 15 gennaio 1934 Hemsley Winfield morì di polmonite poco prima del suo ventisettesimo compleanno, andandosene con le ultime parole: "Stiamo costruendo un'opera che farà prendere sul serio la danza nera". Hemsley Winfield era considerato "il pioniere della danza da concerto dei Negri. In quel campo ottenne per la sua razza un'importanza paragonabile a quella di Paul Robeson nel campo musicale. Raggiunse risultati sorprendenti in un tempo brevissimo."

## Contributi
Il contributo più influente di Winfield è stato il suo continuo supporto al "new negro", promuovendo un afflusso di talenti afroamericani durante questo periodo di tempo. Winfield usò il corpo nero nella danza e altre forme d'arte come materia prima per mostrare al pubblico la configurazione razziale all'interno della sua compagnia.
Winfield progettò questo "new negro" a sostegno del Rinascimento di Harlem, un movimento che si riferisce al risveglio artistico e socioculturale degli afro-americani negli anni '20 e '30 come risposta agli eventi politici ed economici derivanti dalla prima guerra mondiale. Nell'ottobre 1933 uno dei primi Forum Recitals di Winfield fu What shall the Negro dance about? Aprì la discussione sul forum affermando:

## Reazioni al suo lavoro
La maggioranza dei sostenitori del Movimento del Rinascimento di Harlem appoggiò il lavoro di Winfield e dei suoi omologhi come Dunham e Edna Guy. I critici consideravano Winfield "l'iniziatore e il principale esponente della danza dei concerti dei negri negli Stati Uniti". Alcuni, tuttavia, non hanno affatto appoggiato il messaggio che stava cercando di creare con il suo stile coreografico. Il critico John Martin osservò che sentiva come se i "danzatori negri [stessero] eseguendo materiale associato a ballerini bianchi". Questo inevitabile divario tra ciò che il pubblico riteneva adatto per i ballerini bianchi e neri era, in realtà, il divario che Winfield in cui trascorse tutta la sua carriera, cercando di riempirlo. Martin notò anche che Winfield non era caduto nella trappola di riprodurre la coreografia "bianca" o di associarsi con il "business dei divertimenti" di Harlem. La prima trappola avrebbe reso la sua compagnia una curiosità e la sua compagnia non sarebbe durata e la seconda l'avrebbe inserito nella categoria degli spettacoli per i "chi cercava divertimenti dei bianchi". Parte della lotta di Winfield sia dal punto di vista politico che coreografico, naturalmente, proveniva da dove aveva tratto ispirazione. Essendo venuto da un periodo in cui il passato era prevalentemente pieno di ballerini bianchi, la domanda su come avrebbero dovuto apparire i ballerini neri, come muoversi e come pensare fu portata in tavola da Winfield e dai suoi coetanei. La questione non fu completamente risolta fino agli anni '40.